# 大序隔距兰
大序隔距兰（学名：Cleisostoma paniculatum），为兰科隔距兰属下的一个植物种。